# Municipio de Tampico
El municipio de Tampico es uno de los 43 municipios que conforman el estado mexicano de Tamaulipas. Su cabecera municipal es la ciudad y puerto de Tampico.
Se localiza al sureste de la capital del estado Ciudad Victoria y sus colindancias son al norte con el municipio de Altamira, al sur con Pueblo Viejo y con Pánuco en el estado de Veracruz, al este con la ciudad y municipio de Madero y al oeste con la localidad del Ébano en el estado de San Luis Potosí.

## Demografía
El municipio tiene una población total de 303.924 habitantes, según los resultados emitidos por el Instituto Nacional de Estadística y Geografía mediante el II Conteo de Población y Vivienda en el 2005, de dicha cifra, 145.313 son hombres y 158.322 son mujeres.

## Política
El gobierno del municipio Ayuntamiento, que es electo por voto universal, directo y secreto para un periodo de tres años que no pueden ser reelegidos para el periodo inmediato pero si de forma no continua, el ayuntamiento lo conforman el presidente municipal, dos síndicos y el cabildo formado por veintiún regidores, catorce electos por mayoría y siete por el principio de representación proporcional; todos entran a ejercer su cargo el día 1 de octubre del año en que se llevó a cabo su elección.

### Representación legislativa
Para la elección de diputados locales al Congreso de Tamaulipas y de diputados federales a la Cámara de Diputados de México el municipio de Tampico se encuentra integrado en los siguientes distritos electorales:
Local:
- XXI Distrito Electoral Local de Tamaulipas con cabecera en Tampico.
- XXII Distrito Electoral Local de Tamaulipas con cabecera en Tampico.

| Nombre | Nombre                         | Distrito | Partido |
| ------ | ------------------------------ | -------- | ------- |
|        | Úrsula Patricia Salazar Mojica | XXI      |         |
|        | José Abdo Schekaiban Ongay     | XXII     |         |

Federal:
- VIII Distrito Electoral Federal de Tamaulipas con cabecera en Tampico.[8]

| Nombre | Nombre                        | Distrito | Partido |
| ------ | ----------------------------- | -------- | ------- |
|        | Jesús Antonio Nader Nasrallah | VIII     |         |

### Presidentes municipales[9]
| Nombre | Nombre                                | Mandato              | Partido |
| ------ | ------------------------------------- | -------------------- | ------- |
|        | Francisco A. Villarreal               | 1961-1962            |         |
|        | Vicente Inguanzo                      | 1963-1965            |         |
|        | Francisco Medina Cedillo              | 1966-1968            |         |
|        | Jesús L. Morán                        | 1969-1971            |         |
|        | Fernando San Pedro Salem              | 1972-1974            |         |
|        | Carlos González Moreno                | 1975-1977            |         |
|        | Gerardo Gómez Castillo                | 1978-1980            |         |
|        | Joaquín Contreras Cantú               | 1981-1983            |         |
|        | Gustavo González García               | 1984-1986            |         |
|        | Arturo Rodríguez Gutiérrez            | 1987-1988            |         |
|        | Nicanor Fernández Cabrera (Sustituto) | 1988-1989            |         |
|        | Álvaro Garza Cantú                    | 1990-1992            |         |
|        | Fernando Azcarraga López              | 1993-1995            |         |
|        | Diego Alonso Hinojosa Aguerrevere     | 1996-1998            |         |
|        | José Francisco Rábago Castillo        | 1999-2001            |         |
|        | Arturo Elizondo Naranjo               | 2002-2004            |         |
|        | Fernando Azcarraga López              | 2005-2007            |         |
|        | Oscar Pérez Inguanzo                  | 2008-2010            |         |
|        | Magdalena Peraza Guerra               | 2011-2013            |         |
|        | Gustavo Torres Salinas                | 2013-2016            |         |
|        | Magdalena Peraza Guerra               | 2016-2018            |         |
|        | Jesús Antonio Nader Nasrallah         | 2018-2021; 2021-2024 |         |
|        | Mónica Villarreal Anaya               | 2024-presente        |         |